# Родес-піано

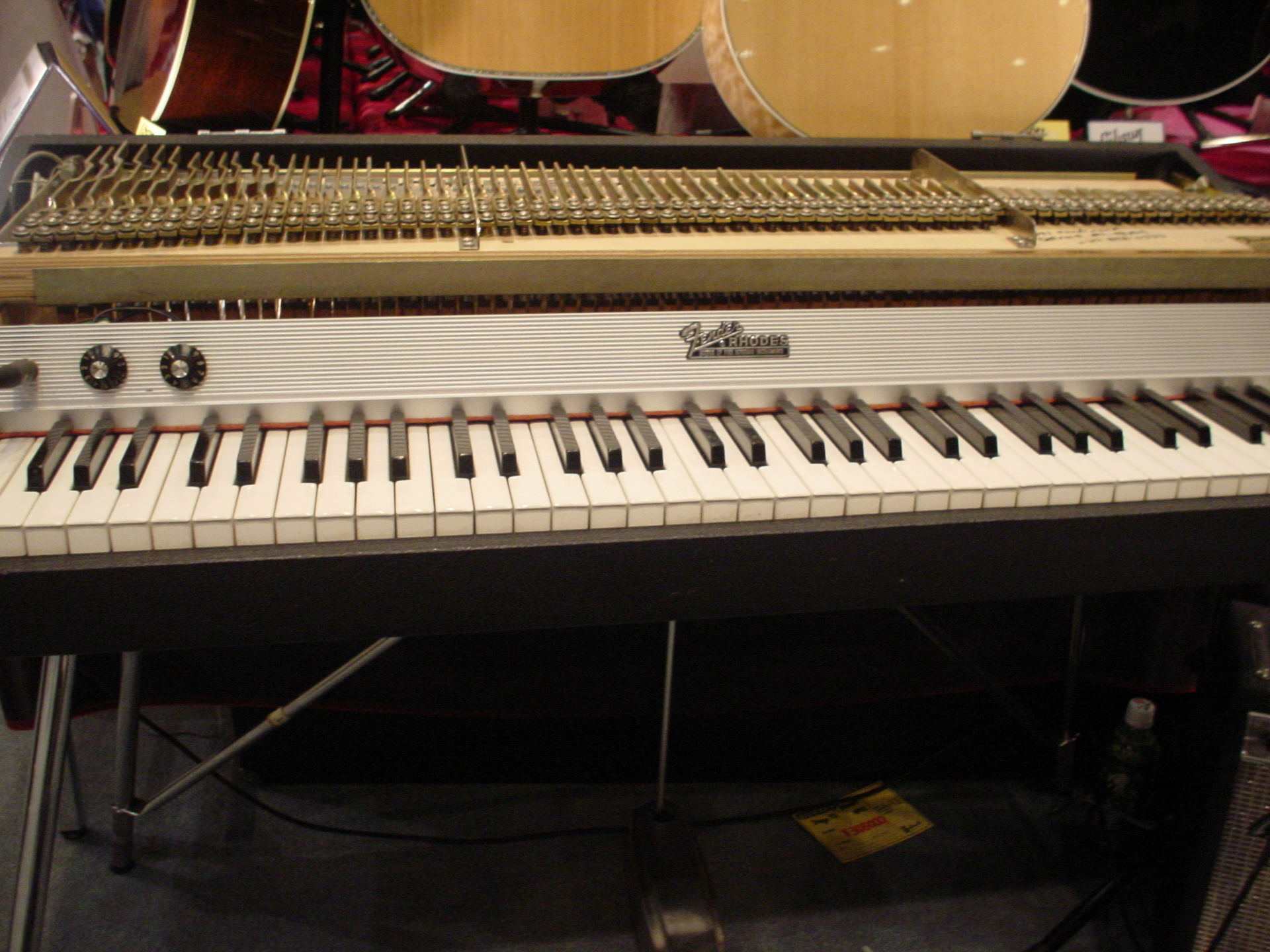

Ро́дес-піа́но, або електропіані́но ро́дес (англ. Rhodes piano) — електричний музичний інструмент, широко розповсюджений різновид електропіаніно, що отримав популярність у 1960-х роках, ставши одним із знакових інструментів джазу та поп- і рок-музики цих років. Інструмент зберігає популярність і донині.
Принцип дії родес-піано полягає в наступному. Клавіатура, що зовні аналогічна фортепіанній з'єднана з молоточковим механізмом. Молоточки, обгорнуті повстю (у ранніх моделях) або неопреном (у моделях після 1970) вдаряють по закріпленій стороні вібраторів, за формою подібних камертонам. Коливання кожного з вібраторів знімається відповідним електромагнітним датчиком, знятий сигнал підсилюється підсилювачами до потрібної величини. Звук родес-піано дещо нагадує челесту або дзвіночки, хоча може видозмінюватися в залежності від характеру обробки сигналу. Родес-піано також устатковані панорамним низькочастотним генератором, що може циклічно змінювати просторову локалізацію звуку, панорамуючи її зліва направо і назад.
Історія винаходу інструменту почалася 1942 року, коли американський винахідник Гарольд Родес сконструював портативне акустичне фортепіано для моральної підтримки поранених у другій світовій війні льотчиків. У цьому інструменті замість струн використовувались алюмінієві трубки з бомбардувальника B-17, а сам інструмент мав назву Rhodes Army Air Corps Piano.
Пізніше Родес заснував фірму The Rhodes Piano Corporation, що випускала іграшкові фортепіано pre-piano подібні попередньому інструменту. Наприкінці 50-х років фірму Родеса купив Лео Фендер, а в 1965 фірма була перекуплена компанією CBS, зберігаючи, однак, за Г. Родесом посаду наукового співробітника. Саме 1965 компанією CBS випустила першу професійну модель Родес-піано з 73 клавішами, що мала назву Suitcase Piano, і вже 1967 року Родес-піано було використано впливовими джазменом Джо Завінулом, що працював в ті роки з Майлзом Девісом.
1970 року Родес-піано торкнулися інновації, що зменшили вагу інструмента до 63 кг. Цього року інструмент був використаний у знаменитому альбомі Білла Еванса «From left to right». Пізніше інструмент широко використовували у своїй творчості Стіві Вандер, Чік Коріа та інші музиканти. Після 1983 року інструмент був витісненим синтезатором Yamaha DX7, однак у 1990-ті роки відродив свою популярність.